# Tipula (Lunatipula) holzschuhi
Tipula (Lunatipula) holzschuhi is een tweevleugelige uit de familie langpootmuggen (Tipulidae). De soort komt voor in het Palearctisch gebied.